# Tabernacolo di San Sisto papa

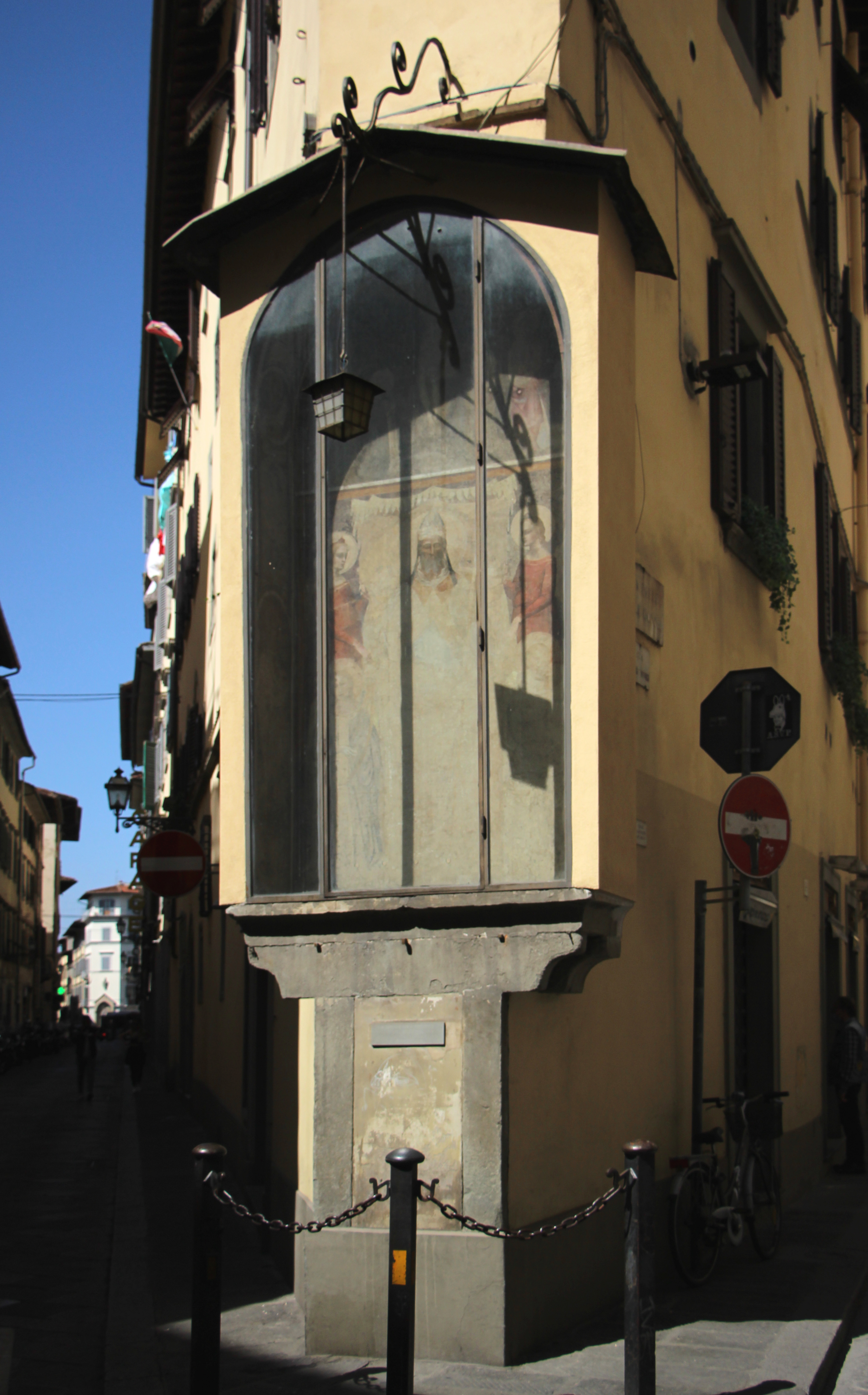
Tabernacolo di san Sisto papa

Il Tabernacolo di San Sisto papa si trova in angolo tra via del Sole e via delle Belle Donne a Firenze, dove converge anche via della Spada.
Si tratta di uno dei tabernacoli più grandi della città, con un affresco trecentesco di San Sisto papa tra san Giovanni Battista e santa Caterina d'Alessandria, racchiuso in un'edicola con una piccola tettoia spiovente e due mensole in pietra alla base. L'affresco, deteriorato nella parte inferiore, è attribuito a Niccolò di Tommaso. Su un lato dell'edicola si trova anche un piccolo scomparto con sportellino usato per conservare le offerte e l'olio per i lumi.
Via del Sole deve il suo nome al sole contenuto nell stemma del quartiere di Santa Maria Novella, infatti porta alla piazza della basilica.